# Castillo de Agliè
El castillo de Agliè (en italiano, Castello di Agliè) es una de las Residencias de la casa real de Saboya declaradas Patrimonio de la Humanidad por la Unesco en el año 1997. Tiene el código 823-019 y se encuentra en Piazza Castello, 2 de Agliè (provincia de Turín, en el Piamonte, Italia).
Este castillo ducal de Agliè es una construcción elegante e imponente. La edificación del núcleo central, del cual son aún hoy identificables las trazas, se inició en el siglo XII por cuenta de la familia condal de los San Martino, originarios del Canavese.
En 1939 el estado adquirió de la Casa real el castillo que fue convertido en museo. En los años 1980 fue objeto de una delicada restauración. Actualmente está sometido a importantes labores de consolidación estática y restauraciones que durarán hasta el año 2011 y que impiden la visita a buena parte de las salas.
Forma parte del llamado circuito de los «castillos del Canavese».

## Historia
En el siglo XIV el fuerte se presentaba aún con aspecto medieval, con una fortificación central, un patio rodeado por edificios rurales y un jardín, rodeado por una robusta muralla defensiva y de un foso. En 1667 el conde Filippo San Martino, ya consejero de Cristina de Francia (Madama Reale), encargó al arquitecto real Amedeo di Castellamonte la transformación de la fachada sobre el jardín, el complejo de la capilla de San Massimo y las dos galerías, así como el patio. A su muerte el proyecto se interrumpió, pero el castillo presentaba ya dos grandes patios (uno interno el otro vuelto hacia el camplo de Agliè) y la fachada este, con las dos torres transformadas en pequeños pabellones.
En 1764 los San Martino vendieron la propiedad a los Saboya, que lo incluyeron en las propiedades del Duque del Chiablese Benito Mauricio de Saboya, y confiaron la reforma al arquitecto Ignazio Birago de Borgaro, que intervino sobre los interiores realizando amplios apartamentos; al exterior fue edificada la iglesia parroquial unida al castillo por una galería de dos pisos.
En los primeros años del siglo XIX, durante la ocupación napoleónica, el castillo de Agliè se convirtió en un asilo de mendigos, y el parque que lo rodeaba se cedió a los particulares y dedicado a la agricultura.
A partir de 1823 el edificio pasó a formar parte de las posesiones de la casa de Saboya que, durante el reinado de Carlos Félix, aportaron una significativa y costosa reestructuración de los interiores, renovándose además completamente los ajuares.
En 1939 los duques de Génova vendieron el castillo al Estado italiano por 8 millones de liras. En los últimos años el castillo ha sido usado como ambientación para las telenovelas María José y Elisa de Rivombrosa.

## Las salas del castillo de Agliè
- Sala delle Colonne (Sala de las columnas), donde se encuentra hoy la entrada para los visitantes del castillo;
- Salone di Caccia (Salón de caza), atribuido a Birago de Borgaro, con estucos que representan escenas y trofeos de caza, contiene dos telas del pintor francés Berger (1816) del rey Carlos Félix y de la reina María Cristina de Borbón;
- Sala dei Valletti (Sala de los asistentes)
- Biblioteca
- Sala degli antenati (Sala de los antepasados)
- Galleria d'Arte (Galería de arte)
- Teatrino (Teatrillo)
- Sala del Bigliardo (Sala del billar)
- Sala d'Angolo (Sala del ángulo)
- Studio del Duca di Genova (Estudio del duque de Génova)
- Salone da Ballo (Salón de baile)
- Sala Tuscolana, contiene objetos provenientes del territorio de la antigua ciudad de Tusculum, cerca de Frascati.
- Sala Gialla (Sala amarilla)
- Cappella di S. Massimo (Capilla de san Máximo)
- Galleria Verde (Galería verde)
- Sala della Musica (Sala de la música)
- Sala d'Attesa (Sala de espera)
- Sala degli Stucchi (Sala de los estucos)
- Sala Bleu (Sala azul)
- Camera da letto della Regina (Dormitorio de la reina)
- Sala di Toeletta della Regina (Sala de toilet de la reina)
- Ospedaletto (Hospital de la 1.ª guerra mundial)
- Appartamento del Sopr. Chierici
- Galería de las tribunas con pinturas de los caballeros de la orden de la Anunciada: hay 72 retratos de cavalleros de esta orden, encargados por la reina María Cristina entre 1845 y 1847. Son obras en su mayor parte del pintor Michelangelo Pittatore y de los pintores Frigiolini, Malnate y Pratesi, que ejecutaron cada uno seis telas.

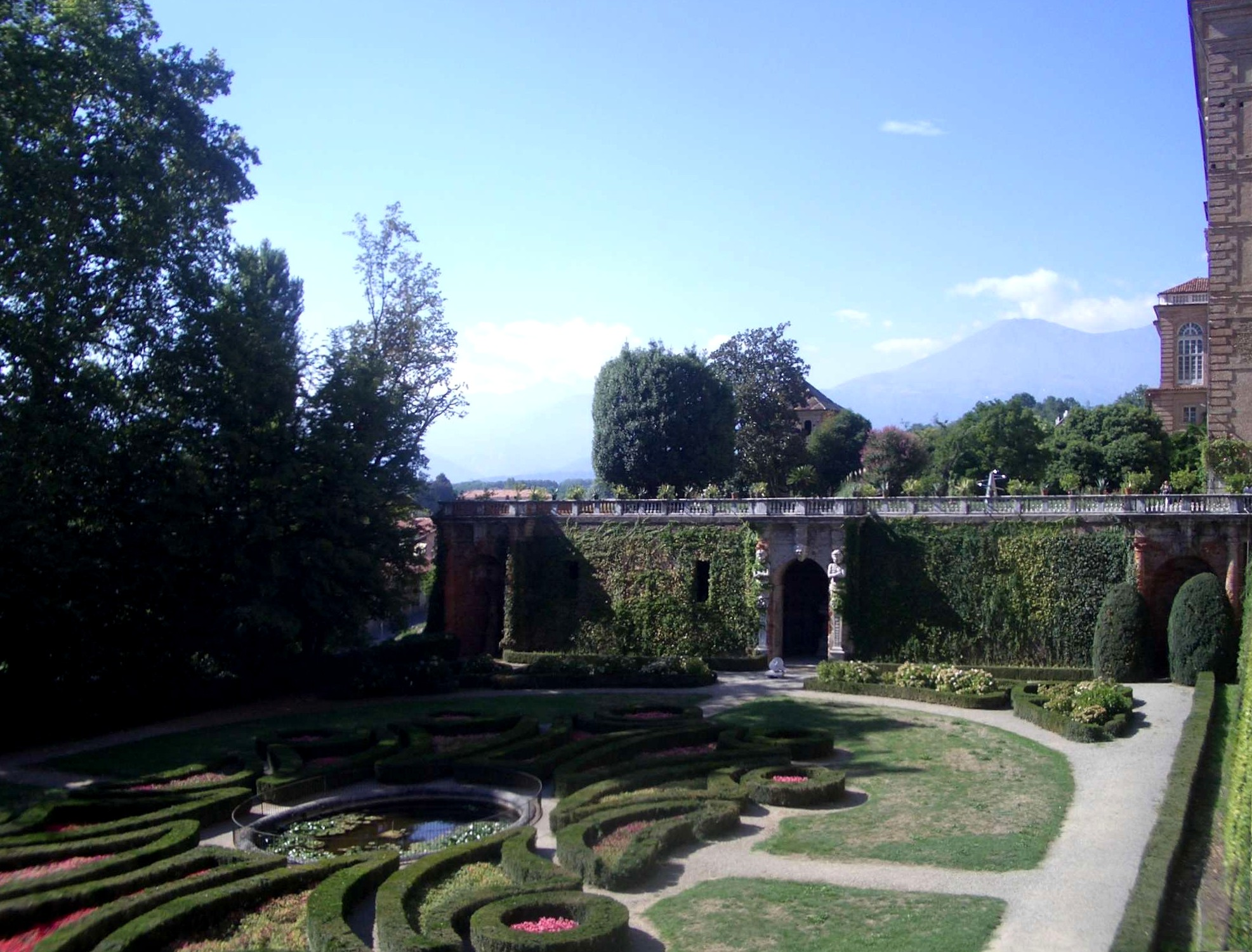
Una vista del parque.

## El parque
Junto al castillo hay un gran parque que lo rodea sobre tres lados. En 1839 el parque fue reformado al estilo romántico, con jardines a la italiana y a la inglesa organizados en terrazas sobre tres planos. A la entrada se encuentra una fuente del siglo XVIII que simboliza al río Dora Baltea desembocando en el Po, obra de Ignazio y Filippo Collino.
En torno al castillo están presentes edificios rurales del siglo XVII y del XVIII como:
- el molino,
- la granja Valle,
- la lavandería,
- l'Allea o La Mandria